# 麻塘苗族瑶族乡
麻塘苗族乡，是中华人民共和国湖南省邵陽市绥宁县下辖的一个乡镇级行政单位。

## 行政区划
麻塘苗族乡下辖以下地区：
麻塘村、莫锄村、夏家村、高梅村、洪溪村、船田村、桐油冲村、五龙寨村、岩寨村、长寨村、溪口村、双冲村和于家村。